# III milenio
El tercer milenio es el milenio actual. Comprende el período de tiempo entre el 1 de enero de 2001 y el 31 de diciembre de 3000.
El siglo actual de este milenio es el siglo XXI, la década actual de este milenio son los años 2020 y el año actual de este milenio es el 2025.
Como este milenio está en curso, se han desarrollado acontecimientos muy importantes en las dos primeras décadas del siglo XXI (años 2000 y años 2010) que han sido el tema de atención para los historiadores, los siguientes años (2026-3000), las siguientes décadas (2030 a 2990) y los siglos restantes (XXII a XXX) del 3.er Milenio son o se están investigando en estudios de futuros.

## Acontecimientos relevantes

### SigloXXI

#### Década del 2000(2000-2009)
- 2001: Atentados del 11 de septiembre.
- 2001: Invasión estadounidense de Afganistán.
- 2003: Invasión estadounidense de Irak.
- 2004: Atentados del 11 de marzo en Madrid.
- 2004: Terremoto del océano Índico
- 2006: Descategorización de Plutón.
- 2006: Estados Unidos ejecuta a Saddam Hussein.
- 2008: Crisis económica de 2008-2010.
- 2009: Barack Obama, primer presidente afroestadounidense de EE. UU.
- 2009: Pandemia de gripe A (H1N1).

#### Década del 2010(2010-2019)
- 2010: Terremoto de Haití.
- 2010: Terremoto y tsunami de Chile
- 2011: Terremoto y tsunami de Japón.
- 2011: Estados Unidos ejecuta a Osama bin Laden en Pakistán.
- 2011: Asesinato de Muamar el Gadafi, presidente de Libia
- 2012: Se descubre el bosón de Higgs.
- 2013: Papa Francisco, el primer papa americano.
- 2014: En África Occidental se desarrolla la epidemia del ébola.
- 2015: Crisis migratoria en Europa.
- 2015: Atentados en París,
- 2015: Terremoto de fiestas patrias de Chile.
- 2016: Atentado en Niza.
- 2017: Atentados de Cataluña.
- 2019: Incendio en la Catedral de Notre Dame, en París (Francia).
- 2019: Primera fotografía de un agujero negro y su sombra gracias a la red de radiotelescopios Event Horizon Telescope.
- 2019: Disturbios y protestas se desarrollan en distintos países de América Latina.
- 2019: Estallido Social de Chile de 2019.

#### Década de 2020(2020-2029)
- 2020: Pandemia de COVID-19, iniciada en la ciudad de Wuhan (China).
- 2020: Golpe de Estado en Mali de 2020
- 2021: Asalto al Capitolio de Estados Unidos.
- 2021: Golpe de Estado en Birmania de 2021
- 2021: Golpe de Estado en Guinea de 2021
- 2021: Golpe de Estado en Mali de 2021
- 2021: Golpe de Estado en Sudán de 2021
- 2022: Invasión rusa de Ucrania.
- 2022: Golpe de Estado en Burkina Faso de enero de 2022
- 2022: Muerte de Isabel II del Reino Unido.
- 2022: Golpe de Estado en Burkina Faso de septiembre de 2022
- 2023: Inicio del fin de la pandemia COVID-19.
- 2023: Guerra de Gaza.
- 2023: Golpe de Estado en Níger de 2023
- 2023: Golpe de Estado en Gabón de 2023
- 2024: Bombardeo del consulado iraní de Damasco y Ataque de Irán a Israel de 2024.
- 2024: Elecciones presidenciales de Venezuela.
- 2024: Dos intentos de asesinato a Donald Trump durante las elecciones de los EE:UU.
- 2025: Donald Trump asume el poder como Presidente de los Estados Unidos, convirtiéndose en el segundo presidente del país que fue electo dos veces no consecutivamente.
- 2025: Muerte y funeral del papa Francisco.
- 2025: Conflicto entre Camboya y Tailandia de 2025

## Siglos y décadas
| Siglo        | Décadas   | Décadas   | Décadas   | Décadas   | Décadas   | Décadas   | Décadas   | Décadas   | Décadas   | Décadas   |
| ------------ | --------- | --------- | --------- | --------- | --------- | --------- | --------- | --------- | --------- | --------- |
| Siglo XXI    | años 2000 | años 2010 | años 2020 | años 2030 | años 2040 | años 2050 | años 2060 | años 2070 | años 2080 | años 2090 |
| Siglo XXII   | años 2100 | años 2110 | años 2120 | años 2130 | años 2140 | años 2150 | años 2160 | años 2170 | años 2180 | años 2190 |
| Siglo XXIII  | años 2200 | años 2210 | años 2220 | años 2230 | años 2240 | años 2250 | años 2260 | años 2270 | años 2280 | años 2290 |
| Siglo XXIV   | años 2300 | años 2310 | años 2320 | años 2330 | años 2340 | años 2350 | años 2360 | años 2370 | años 2380 | años 2390 |
| Siglo XXV    | años 2400 | años 2410 | años 2420 | años 2430 | años 2440 | años 2450 | años 2460 | años 2470 | años 2480 | años 2490 |
| Siglo XXVI   | años 2500 | años 2510 | años 2520 | años 2530 | años 2540 | años 2550 | años 2560 | años 2570 | años 2580 | años 2590 |
| Siglo XXVII  | años 2600 | años 2610 | años 2620 | años 2630 | años 2640 | años 2650 | años 2660 | años 2670 | años 2680 | años 2690 |
| Siglo XXVIII | años 2700 | años 2710 | años 2720 | años 2730 | años 2740 | años 2750 | años 2760 | años 2770 | años 2780 | años 2790 |
| Siglo XXIX   | años 2800 | años 2810 | años 2820 | años 2830 | años 2840 | años 2850 | años 2860 | años 2870 | años 2880 | años 2890 |
| Siglo XXX    | años 2900 | años 2910 | años 2920 | años 2930 | años 2940 | años 2950 | años 2960 | años 2970 | años 2980 | años 2990 |